# Chaetonotus annulatus
Chaetonotus annulatus species inquirenda, is een buikharige uit de familie Chaetonotidae. De wetenschappelijke naam van de soort werd in 1981 voor het eerst geldig gepubliceerd door Martin.